# КК Короивос
КК Короивос (грч. Κόροιβος) је грчки кошаркашки клуб из Амалијаде. Такмичи се у Првој лиги Грчке.

## Историја
Клуб је основан 1983. године. Током 2010. године Коровиос се фузионисао са КК Ксанти и преузео њихово место у Другој лиги Грчке. У сезони 2013/14. освојили су друго место у Другој лиги и тако обезбедили клубу пласман у Прву лигу Грчке у којој наступају од сезоне 2014/15.

## Познатији играчи
- Панајотис Василопулос
- Александар Ћапин
- Саша Васиљевић
- Андреја Милутиновић
- Мирко Ковач
- Стефан Митровић (кошаркаш)